# Bacanal de la Grasa (Carnaval de Zafra)

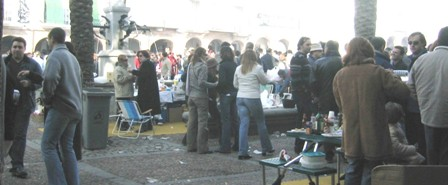
La Plaza Grande de Zafra en la Bacanal de la Grasa.

Tras los años de prohibición de la dictadura del general Franco, los carnavales brotan de nuevo en el suelo patrio. Durante ese largo periodo, hubo sitios donde no pudieron ser suprimidos del todo y se celebraban como “bailes de disfraces” y concursos varios, pero es tras la llegada de las libertades cuando en muchas ciudades y pueblos de España el carnaval vuelve surgir con gran pujanza.
Zafra (Badajoz) no fue una excepción. Muchos vecinos se unen para poner en marcha de nuevo tan popular fiesta que llega a alcanzar una importante notoriedad. Pero como la vida es como es, mientras en otros lugares de la nación los carnavales iban a más (Cádiz, Tenerife, Badajoz,…), en Zafra poco a poco se notaba que el carnaval iba a menos; la gente parecía haberse cansado de preparar disfraces. Y en este punto, hace ya unos años alguien tiene una genial idea: hagamos en uno de los días del carnaval, en el domingo de carnaval, una fiesta para reivindicar los productos del cerdo ibérico. Del proyecto se pasa a la práctica y surge “la Bacanal de la Grasa”.
Y es la Bacanal de la Grasa el día más grande de los carnavales de Zafra (Badajoz). Desde prontas horas de la mañana los vecinos de Zafra (Badajoz) y muchos visitantes toman las plazas porticadas de la ciudad para degustar los ricos productos del cerdo ibérico, que la Extremadura de España ofrece al mundo, convenientemente regados con los caldos de la tierra. Bajo sus soportales, ambas plazas acogen chorizos, salchichones, lomos y las brasas para asar costillas, chuletas y carnes. Y la gente, trago a trago, bocado a bocado, llega a una camaradería con vecinos y foráneos digna de alabanza.

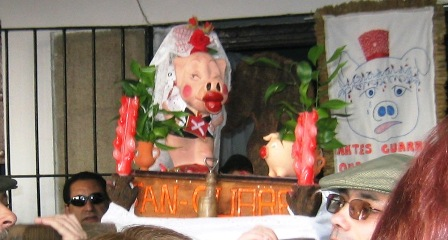
San Guarrín.

Llegada la tarde, minuto antes, minuto después, la Bacanal asiste jubilosa a la procesión de "san guarrín” por las plazas, que para ello son días burlones los que preceden a la Cuaresma. Y tras la procesión las brasas ya semiapagadas y las carnes casi consumidas van anunciando el final de la jornada. Que al día siguiente es lunes y hay que trabajar y quizás se esté un poco chispón. Si les gusta la fiesta, la guasa y el buen comer, eso sí sin mesa ni mantel, la Bacanal es su sitio.